# カル・リンポチェ
カル・リンポチェ（Kyabje Kalu Rinpoche、チベット語: ཀར་མ་རང་བྱུང་ཀུན་ཁྱབ་ཕྲིན་ལས、1905年 - 1989年5月10日）は、チベット仏教カギュ派のトゥルク。チベット仏教の瞑想指導者、学者、教師。1959年に難民としてインドに亡命し、欧米人にチベット仏教を伝えて信望者を増やし、尊敬を集めた。
オウム真理教の教祖麻原彰晃の依頼で教団で講演を行い、麻原を高く評価し、日本の識者たちの麻原の評価に影響を与えたといわれる。

## 生涯

### 生い立ち
カル・リンポチェは、1905年に東チベット・カムのホル地方に生まれた。15歳のとき、より高度な学究のために、カギュ派のペルプン僧院(寺)に送られた。この地に10年以上とどまり、この時期に彼の仏教実践の哲学的基礎が形成され、次いで2〜3年間の修業を修了した。

### チベットで
カル・リンポチェは、Drupon Norbu Dondrupからカギュ派の最後の教えを受けるためにペルプン寺に戻った。

### 亡命

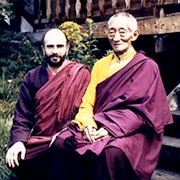
カル・リンポチェとLama Denys

カル・リンポチェは、チベットの状況により亡命を余儀なくされるとインドで活動し、1960年代後半にインド西部に弟子を集めるようになった。 1970年代、彼は広範囲にアメリカやヨーロッパで教え、3回の訪問で1ダース以上のセンターを設立した。フランスでは、カルマ・カギュ派（カギュ派）とシャンパ・カギュ派（シャン派）の系統の伝統的な3年間の修業を西洋の生徒たちに教えるために、最初のリトリートセンターを設立した。彼はチベットから亡命したラマの中で、欧米でもっとも尊敬を集めた一人となった。
麻原彰晃（オウム真理教の創設者）の要望で、カル・リンポチェは麻原彰晃の信奉者にたいして、日本の数都市で講義を行った。元オウム真理教幹部の上祐史浩は、麻原は、カル・リンポチェのヴィジョンを見て彼を前生のグルだと考えており、カル・リンポチェは「麻原を高く評価し、『偉大な仏教の師』とし、『あなた方のグルに奉仕し、そして彼がするようにといったことは何でもするようにしなさい』と説法した」という。上祐は、カル・リンポチェによる麻原への高い評価は、日本の識者たちの麻原への評価に影響を与えたと述べている。

### 死
1989年5月10日、カル・リンポチェはソナーダの修道院で亡くなった。

### スキャンダル
彼の通訳であったジューン・キャンベル（June Campbell）は、1996年にTraveller in Space を出版し、カル・リンポチェは僧院長として貞潔な生活を送る表向きの顔と、彼女を含む女性をタントラの性的修行（カルマムドラー、羯磨印とも、蔵:  las kyi phyag rgya）の相手、秘密の配偶者（明妃、蔵:  gsang yum）とした性行為による修行の相手とするもう一つの顔という二面性を持っていたと糾弾した。